# Евмей
Евмей, Эвмей (др.-греч. Εὔμαιος) — в греческой мифологии раб Одиссея, который сохранил верность старому хозяину, Пенелопе и Телемаху. С его помощью Одиссей победил женихов, вернувшись домой.
Сын царя Ктесия с острова Сирия (очевидно, имелся в виду остров Сирос, западнее Делоса), в детстве похищен финикийцами и продан в рабство Лаэрту. Евмей рос при царском доме и был назначен Антиклеей смотрителем свиных стад.
Согласно «Одиссее», старший свинопас, один из немногих рабов, сохранивших верность Одиссею во время его отсутствия. К нему в отдалённый от города дом направился по совету Афины Одиссей после кораблекрушения, вернувшись на родину. Евмей рассказал гостю о своей жизни. Евмей проводил странника в город; в день состязания женихов Пенелопы в стрельбе из лука Одиссей открылся Евмею и тот помог в расправе с женихами.
Телемах освободил его и сделал гражданином, от него пошёл род Колиадов (это афинский род итакийского происхождения).
Является одним из действующих лиц романа Олега Ивика «Мой муж Одиссей Лаэртид» (издательство Текст, 2019).